# České středohoří – Dolní Poohří
České středohoří – Dolní Poohří je sdružení obcí v okresu Litoměřice a okresu Ústí nad Labem, jeho sídlem jsou Třebenice a jeho cílem je podpora regionálního rozvoje. Sdružuje celkem 10 obcí a byl založen v roce 2001.

## Obce sdružené v mikroregionu
- Třebenice
- Třebívlice
- Velemín
- Slatina
- Vlastislav
- Sulejovice
- Libochovice
- Prackovice nad Labem
- Sedlec
- Řehlovice